# Caldereta pinariega
Caldereta pinariega es un plato de la cocina española de las localidades pinariegas de los Pinares de Soria y la Sierra de la Demanda burgalesa. Ha sido considerado tradicionalmente un plato de pobres. Actualmente este plato se sirve en hoteles de la zona, ganando un nombre y prestigio en la gastronomía, y en las romerías populares de las localidades. 